# Электроника Б3-21
Б3-21 — программируемый микрокалькулятор с обратной польской записью для проведения инженерных и научных расчётов. Относится к первому поколению Советских программируемых калькуляторов. Разработан в 1975 году и серийно производился с начала 1977 года. Продавался по цене 350, 190 и 80 рублей. Снят с производства при появлении в продаже разработанной в 1980 году более совершенной модели программируемого микрокалькулятора — Электроника Б3-34.
Электроника Б3-21 является первым программируемым микрокалькулятором, произведенным в СССР.
Буква «Б» в названии означает «бытовая техника», «3» (именно «тройка», а не буква «З») — калькуляторы, 21 — номер модели.
Память составляет 60 команд и 13 регистров. При выключении калькулятора всё содержимое памяти стирается. Быстродействие примерно 3-4 команды в секунду.

## Регистры
Калькулятор имеет 2 операционных регистра («X» и «Y»), 7 регистров для хранения чисел имели номера P2 — P8 и кольцевой двунаправленный стек на 6 чисел («C1» — «C6»), объединённый с регистром X:
Регистры «0» и «1» являются синонимами операционных регистров «X» и «Y», поэтому они не могут быть использованы для хранения исходных данных, но обращение к ним предусмотрено для расширения функциональных возможностей.
Следует обратить внимание, что содержимое регистров кольцевого стека портится при вычислении элементарных функций и это не описано в руководстве по эксплуатации. (Цимринг Ш.Е. Специальные функции: Программы для микрокалькулятора "Электроника Б3-21". - М.: Радио и связь, 1983)
Калькулятор не имеет регистра восстановления результатов предыдущей операции (в терминах входного языка Б3-34 регистр «X1»).

## Адресация программы
Каждая команда в программе занимает строго определённое место, называемое её адресом. Адреса команд последовательно нумеруются в определённом порядке. Б3-21, как и все первое поколение советских программируемых калькуляторов, имеет особую систему адресов программы (шагов). Все возможные 60 шагов программы можно объединить в десять «страниц» по шесть адресов в каждой или в пяти листах: